# NUAGE
NUAGE（ヌアージュ、本名：デニス・デ・ヴィンツェンツォ (Denise De Vincenzo)、1984年10月20日 - ）は、GO GO'S MUSICレーベル所属の女性ユーロビート歌手である。
イタリア共和国カンパニア州ナポリ県生まれ。NUAGEはフランス語で「雲」を意味する。

## 概要
2002年、デイブ・ロジャースのプロデュースの下、コンピレーションアルバム『SUPER EUROBEAT（以下SEB）Vol.126』に収録された「DON'T WANNA LOSE YOU BABY」でユーロビート歌手としてデビューする。
高めのBPMが主流になっていた当時としては、数少ないBPMが低めの楽曲であり、また1980年代のPWLサウンドを彷彿させる個性的な曲調が大きな話題を呼び、『SEB VOL.130』ではベスト6位を記録した。
続く「SUNDAY」はデビュー曲と同路線であり、『SEB　VOL. 130』ではベスト59位、『SEB　VOL. 140』でもベスト24位を記録するほどの人気曲となった。
『SEB　VOL. 132』に収録された「BABY GET MY FIRE TONIGHT」では、気だるいボーカルスタイルはそのままながら一転してBPMが高めの曲調で、一つの路線にこだわらない柔軟性を見せ付けた。『SEB VOL.140』ではNIKOの「NIGHT OF FIRE」を抜き、堂々のベスト1位を獲得した。
1位を獲得した際のインタビュー画像、ロジャースとのコメントがavex公式ページにて掲載もされた。この頃からavexは彼女を本格的に日本の市場で売り出そうと考えていたのかもしれないが、定かではない。
2004年に1stアルバム『SUNDAY』を発売。SONIAとのコラボレーション、NUAGE本人の写真がパッケージに出るなど、それまでのユーロビートアーティストとは一線を画す存在へとなっていった。
2008年頃にA-BEAT Cを脱退、その後はイタリアのディスコなどでイベントを行っていた模様だが、2013年にGO GO'S MUSICレーベルからリリースされた「CRAZY LITTLE LOVE」をもって、4年ぶりにユーロビート界に復帰している。

## ディスコグラフィ

### アルバム
1. SUNDAY（2004年10月20日発売）

### アルバム未収録曲
- LET'S GO DEE JAY
『SEB VOL.157』に収録。
- I FEEL FINE
『SEB VOL.158』に収録。
- I LOVE YOU FOREVER
『SEB VOL.168』に収録。
- WELCOME TO THE BEACH / YELLOWFIN
YELLOWFIN名義での発表。『SEB VOL.169』に収録。
- I'M GONNA CARRY ON
『SEB VOL.171』に収録。2006年にHINOIチームがカバーしている。
- SHINE
『SEB VOL.173』に収録。
- GIVE ME A SIGN
『SEB VOL.174』に収録。
- SINGING ON THE STARS
『SEB VOL.177』に収録。
- HAVE A NICE DAY
『SEB VOL.178』に収録。
- MY BLUE SKY
『SEB VOL.181』に収録。
- EVERYBODY SHAKE
『SEB VOL.184』に収録。
- HEY HEY
『SEB VOL.186』に収録。
- BABY TAKE ME HIGH
『SEB VOL.189』に収録。この曲からSEB VersionでなくEXTENDED MIXでの収録となる。
- BEFORE TOMORROW
『SEB VOL.199 〜COLLABORATION OF EUROBEAT〜』にノンストップで収録。A-BEAT C脱退後にSinclaireStyleレーベルよりリリースされた。
- CRAZY LITTLE LOVE
『SEB VOL.223』に収録（前作以降4年ぶり）。GO GO'S MUSICレーベルからリリースされた。
- LOVE IS IN THE AIR
『SEB VOL.242』に収録。

リミックス
- SUNDAY (OVERHEAD CHAMPION REMIX)
- IT'S HOLIDAY (OVERHEAD CHAMPION REMIX)

これらのリミックスはOVERHEAD CHAMPIONのアルバムやavexから発売されているトランスのコンピレーションアルバムに収録されている。
コラボレーション
- PLASTIC GIRL / SUSY WENDER & NUAGE
『SEB VOL.148』に収録。
- I'M NEVER GONNA LET YOU DOWN AND FORGET YOU / NUAGE featuring SONIA
『SEB VOL.155』に収録。1stアルバム『SUNDAY』に収録されているものとはシンセリフが異なる。
- DON'T MAKE ME CRY / DAVE & NUAGE
『SEB VOL.159』に収録。
- LOVE ME OR LEAVE ME / DAVE & NUAGE
『SEB VOL.167』に収録。
- ANOTHER MIRACLE / DAVE & NUAGE
『SEB VOL.173』に収録。
- LIKE A VIDEO / DAVE & NUAGE
『SEB VOL.176』に収録。
- TELL ME / DAVE & NUAGE
『SEB VOL.183』に収録。

グループ参加
- WAKE ME UP / KING & QUEEN
『SEB VOL.145』に収録。
- ECLIPSE OF YOUR LOVE / HAPPY HOURS
『SEB VOL.149』に収録。
- BOOGIE BOOGIE / KING & QUEEN
『SEB VOL.153』に収録。
- BABY BOY / GO GO GIRLS
『SEB VOL.155』に収録。
- NOTHING CAN STOP THE MUSIC / GO GO GIRLS
『SEB VOL.159』に収録。
- OH BABY CALL ME NOW / GROOVE TWINS
『SEB VOL.162』に収録。
- VIVA THE NIGHT / GROOVE TWINS
『SEB VOL.163』に収録。
- DANCING WITH A REPTILE / THREE OF SPADES
『SEB VOL.179』に収録。

### 未発表曲
- FOLLOW MY STEPS
- GOOD MORNING SUN
- HANG ON TO YOUR LOVE
- IMAGINE
- I'M GONNA LOVE YOU
- I WANNA LOVE
- JAPANESE TRUE LOVE
- LOVE SOMEBODY
- ON TOP OF THE WORLD
- ROCK YOUR BODY
- WANNA BE YOURS

コラボレーション
- MAKE LOVE TO YOU IN MY CAR / DAVE & NUAGE
- SOMEWHERE SOMEWAY SOMEDAY / DAVE & NUAGE

### 映像作品
1. SUPER EUROBEAT VOL.135
CD-EXTRAにインタビュー収録。
2. SUPER EUROBEAT VOL.150
DVDにインタビュー収録。「SUNDAY」をアカペラで披露している。